# 三浦賢太郎
三浦 賢太郎（みうら けんたろう、1986年 - ）は、日本の脚本家。秋田県出身。

## 作品
特記しないものは、全て脚本での参加。

### 映画
- BUBBLES（2012年）[1]
- so-far（2013年）※オムニバス短編集『ヒカリエイガ』の一遍。
- 死んだ目をした少年（2015年）[2]
- デンサン（2017年）
- 透明花火（2018年）※プロデューサー(兼任)[3]